# NGC 6181
NGC 6181 é uma galáxia espiral barrada (SBc) localizada na direcção da constelação de Hercules. Possui uma declinação de +19° 49' 32" e uma ascensão recta de 16 horas, 32 minutos e 20,7 segundos.
A galáxia NGC 6181 foi descoberta em 28 de Abril de 1788 por William Herschel.